# Kim Ryholt
Kim Steven Bardrum Ryholt (sinh ngày 19 tháng 6 năm 1970) là một giáo sư ngành Ai Cập học tại Trường đại học Copenhagen và là một chuyên gia về lịch sử Ai Cập và văn học. Ông là giám đốc của trung tâm nghiên cứu Canon and Identity Formation in the Earliest Literate Societies, một chương trình tổ chức dưới sự giám sát của Đại học Copenhagen (từ năm 2008) và người phụ trách Bộ sưu tập mảnh giấy Cói và là giám đốc của các tổ chức liên quan đến Ai Cập (kể từ năm 1999).

## Danh sách Vua Turin
Ryholt được coi như một trong các học giả giỏi nhất cho các nghiên cứu về Danh sách Vua Turin. Sau khi kiểm tra các tài liệu trong danh sách vua, ông đã công bố kết quả mới hai lần và là các lời giải thích tốt hơn cho một danh sách bị hư hỏng nặng nề. Ông đã cho xuất bản từ tài liệu bằng giấy cói này vào năm 1997, trong cuốn sách và một mảnh giấy ZAS mang tên "Thời kỳ Hậu Cổ Vương quốc của Danh sách Vua Turin và danh tính của Nitocris", Ryholt đã dự định sẽ xuất bản thêm một cuốn sách cho mình về Danh sách Vua Turin trong tương lai.

## Tác phẩm
- The Political Situation in Egypt during the Second Intermediate Period, c. 1800-1550 B.C. (= The Carsten Niebuhr Institute Publications. Vol. 20, ISSN 0902-5499). The Carsten Niebuhr Institute of Near Eastern studies, Kopenhagen 1997, ISBN 87-7289-421-0.
- The Story of Petese son of Petetnum, and Seventy Other Good and Bad Stories (1999)
- The Petese Stories II (2006)
- Narratives from the Tebtunis Temple Library